# Габа, Павел Михайлович
Павел Михайлович Габа (укр. Павло Михайлович Ґаба; 1913, Юськовичи — 10 февраля 1941, Львов) — украинский националист, один из руководителей Провода ОУН во Львове.

## Биография
Родился в 1913 году в селе Юськовичи (ныне село Йосиповка Бусского района Львовской области). В ОУН с 1932 года, за антипольскую деятельность арестовывался полицией. В течение 6 лет был на нелегальном положении: 20 апреля 1938 застрелил польского полицейского Яна Бисиняка и бесследно исчез в подполье. С конца 1939 по март 1940 — агент ОУН во Львове и член местного Провода.
Стараниями оперативной бригады НКВД СССР и следственной части УНКВД были вскрыты руководящие центры ОУН, а 29 марта 1940 по наводке арестованных Ярослава Горбового, Бориса Ивашкова и Ярослава Собашека были арестованы 43 украинских националиста, в числе которых был и Павел Габа. Габу арестовали в доме № 10 по улице Пильниковской, где была конспиративная квартира ОУН; у арестованного конфискован автоматический пистолет.
На следствии Габа сознался в следующих преступлениях:
- членство в антисоветской организации (Провод Организации украинских националистов г. Львова)[1];
- незаконное хранение огнестрельного оружия (найдено в каменоломнях у села Олески[1]: 4 станковых и 6 ручных пулемётов, 42 винтовки и 34 автоматических пистолета)[2].
- распространение антисоветской пропаганды (печать листовок на ротаторе и стеклографе в районе Рогдановки, где на начальника 7-го отделения милиции и начальника паспортного пункта напали националисты)[1];
- укрывательство преступника (охранял и укрывал Василия Илькова, раненого во время перестрелки с милицией; с его показаний в Коломые был арестован националист Тычинский, указавший на националиста Палюка как укрывающего Илькова)[1].

29 октября 1940 был приговорён к высшей мере наказания (расстрел). Расстрелян 10 февраля 1941 во Львове.